# الحزير
الحزير هو عبارة عن جدول ماء يجري طوال السنة يقع في منطقة تاربة العوامر مديرية سيئون بمحافظة حضرموت بجمهورية اليمن . ويسكنها حوالي 50 ألف نسمة.ومنطقة الحزير هي ملك آل علص آل خميس العوامر،ويأتي العديد من الناس إلى هذا المكان للتنزه من داخل وخارج من منطقة تاربة